# Ilse Edelmann
Ilse Edelmann (* 17. Mai 1905 in Berlin; † 4. Juni 2009) war eine deutsche sozialdemokratische Politikerin.

## Werdegang
Edelmann entstammte einem jüdischen Elternhaus. Ihr Vater wurde während der Zeit des Nationalsozialismus Opfer des Holocaust. Neben ihrer beruflichen Tätigkeit als Pädagogin und später Konrektorin begann Edelmann 1946 mit dem Eintritt in die SPD, sich auch politisch zu betätigen.
Sie war im Jahr 1946 Gründungsmitglied und später langjährige Vorsitzende der Frauengruppe der SPD, aus der 1972 die Arbeitsgemeinschaft sozialdemokratischer Frauen (AsF) hervorging. In den Jahren 1956 bis 1975 war sie Mitglied des Rates der Stadt Bergisch Gladbach und nach ihrem Ausscheiden noch nahezu 20 Jahre als sachkundige Bürgerin aktiv.
Edelmann war Mitglied der Arbeiterwohlfahrt und Gründungsmitglied des Rheinisch-Bergischen Kulturkreises. Für ihre Verdienste um das Gemeinwohl hatte sie 1980 das Bundesverdienstkreuz erhalten.

## Ehrungen
- Bundesverdienstkreuz am Bande (30. Juni 1980)[1]
- Ehrenring der Stadt Bergisch Gladbach
- Ehrenvorsitzende des SPD-Ortsvereins Bergisch Gladbach
- Ehrenmitglied des Rheinisch-Bergischen Kulturkreises
- Goldene Sportnadel des Stadtsportbundes Bergisch Gladbach